# Mudalgi
Mudalgi é um cidade no distrito de Belgaum, no estado indiano de Karnataka.

## Demografia
Segundo o censo de 2001, Mudalgi tinha uma população de 29 894 habitantes. Os indivíduos do sexo masculino constituem 51% da população e os do sexo feminino 49%. Mudalgi tem uma taxa de literacia de 45%, inferior à média nacional de 59,5%: a literacia no sexo masculino é de 54% e no sexo feminino é de 36%. Em Mudalgi, 17% da população está abaixo dos 6 anos de idade.